# Piotr Rybski
Piotr Rybski (ur. 23 czerwca 1999) – polski piłkarz ręczny, środkowy rozgrywający.
Piłkę ręczną zaczął trenować w Stali Mielec. W latach 2015–2018 był uczniem i zawodnikiem SMS-u Gdańsk. W sezonie 2017/2018, w którym rozegrał 24 mecze i zdobył 127 goli, był najlepszym strzelcem swojego zespołu w I lidze (gr. A). W 2018 przeszedł do Pogoni Szczecin. W Superlidze zadebiutował 1 września 2018 w spotkaniu z Wybrzeżem Gdańsk (20:25), natomiast pierwsze cztery bramki rzucił 8 września 2018 w meczu z Gwardią Opole (26:27). Debiutancki sezon 2018/2019 w najwyższej polskiej klasie rozgrywkowej zakończył z 34 spotkaniami i 135 golami na koncie. Ponadto dwukrotnie został wybrany do najlepszej siódemki kolejki, a w maju 2019 otrzymał nominację do nagrody dla odkrycia Superligi.
W 2016 uczestniczył w mistrzostwach Europy U-18 w Chorwacji, w których rozegrał siedem meczów i zdobył 19 goli. W 2017 wziął udział w mistrzostwach świata U-19 w Gruzji, podczas których wystąpił w siedmiu spotkaniach i rzucił dziewięć bramek. W 2018 uczestniczył w mistrzostwach Europy U-20 w Słowenii.

## Statystyki
| SMS Gdańsk                      | 2016/2017 | I liga    | 22 | 59  | 2,7 |
| SMS Gdańsk                      | 2017/2018 | I liga    | 24 | 127 | 5,3 |
| SMS Gdańsk                      | Razem     | Razem     | 46 | 186 | 4   |
| Pogoń Szczecin                  | 2018/2019 | Superliga | 34 | 135 | 4   |
| Pogoń Szczecin                  | 2019/2020 | Superliga | 24 | 107 | 4,4 |
| Pogoń Szczecin                  | 2020/2021 | Superliga | 25 | 96  | 3,8 |
| Stan na koniec sezonu 2018/2019 |           |           |    |     |     |